# Guangzhou International Sports Arena
Guangzhou International Sports Arena (chiń. 广州国际体育演艺中心) – hala widowiskowo-sportowa w Kantonie, w Chinach. Została otwarta w 2010 roku. Może pomieścić 18 000 widzów.
Budowa hali rozpoczęła się w 2008 roku, a jej zakończenie miało miejsce w 2010 roku. Projekt areny przygotowało biuro architektoniczne MANICA Architecture. Obiekt został wybudowany według standardów NBA. Oprócz koszykówki, obiekt przystosowany jest również do goszczenia innych imprez sportowych, a także pozasportowych, np. koncertów. W pomieszczeniach areny znajdują się sklepy, restauracje i inne obiekty usługowe. W listopadzie 2010 roku w hali rozegrano część spotkań (w tym mecze finałowe) rozgrywek koszykówki (zarówno turnieju mężczyzn, jak i kobiet) w ramach Igrzysk Azjatyckich 2010.